# Renealmia oligotricha
Renealmia oligotricha är en enhjärtbladig växtart som beskrevs av Paulus Johannes Maria Maas. Renealmia oligotricha ingår i släktet Renealmia och familjen Zingiberaceae. IUCN kategoriserar arten globalt som sårbar.
Artens utbredningsområde är Ecuador. Inga underarter finns listade i Catalogue of Life.